# 千葉ヒーローズ
千葉ヒーローズ（ちばヒーローズ）は、日本のプロレス団体「KAIENTAI DOJO」結成されたユニット。

## 経歴
ユニット「房総ヒーローズ」に所属していた房総ボーイ雷斗が中心となり、千葉県を愛する者たちが集って結成。
2009年から2011年まで自主興行「ちばハッピープロレス」を開催していた。

## メンバー
- マリーンズマスク
- マスクドジェフ
- ちーばマン
- きぼーるマン
- ヨツカイダー
- 茂原七夕7
- GLOBO仮面
- ふなばっしぃ
- グレート・クールメン